# Укркабель
Завод Укркабель — підприємство в місті Київ. Був розташований на вул.Багговутівській, 23. Завод виробляв кабельну продукцію.

## Історія[1]
1900 Заснування заводу - 1900 рік – рік заснування заводу Укркабель, засновниками якого були – Генчке, Ойслендер, Політ та Страус. Вони вирішили об'єднати частину своїх капіталів загальною сумою 150 000 рублів, на які було засновано перше в Україні підприємство з виготовлення електричних провідників. Товариство викупило у громадянина Ромишовського Станіслава Васильовича земельну ділянку по вул. Багговутівська, № 23, почало будувати цех та завозити устаткування.1902 року, коли кількість пайовиків збільшилася, «Товариство на довірі» перетворилося на офіційне «Акціонерне Товариство Київського Кабельного Заводу». Наступні 4 роки продукція помітно розширилася і на заводі було вже 2 цехи: волочильний та обмотувальний.
На початку 1910-х рр. Товариство стало Акціонерним товариством. У 1913 р. завод давав продукції на 168.000 руб. Після Жовтневої революції (1917) став називатись Державний кабельний завод імені М.Л.Красіна, у 1921 р. дав продукції на 45.000 руб. На початку 20-х років на заводі був занепад, розруха і відсталість через те, що молода радянська влада підозрювала багатьох фахівців у контрреволюційних настроях, не довіряючи їм. 
У 20-х роках було прийнято план Державної комісії з електрифікації Росії. Це стало великим поштовхом для тих галузей виробництва, які тут були задіяні. З 1926 р. розпочалася реконструкція кабельного заводу, що прискорилася з початком п'ятирічки. Були вперше розплановані цехи, за кордоном закуплено високопродуктивні верстати, механізовано технологічні процеси. Завод у Києві, який мав спочатку лише місцеве значення, швидко перетворювався на підприємство союзного масштабу. Його валова продукція збільшилася з 1,2 млн. руб. у 1926/27 р. до 8 млн. руб. в 1929/30 р., а план на 1931 р. визначався 17,5 млн. руб. Однак після обстеження заводу спеціальна комісія ВРНГ СРСР прийняла в 1931 р. рішення про додаткове асигнування на реконструкцію у розмірі 4,5 млн. руб. Основну частину цих коштів колектив заводу, який отримав назву «Укркабель» (він був єдиним у республіці), освоїв у першій п'ятирічці. У 1932 р. завод випускав у середньому за добу стільки ж продукції, скільки за 1913 рік.
1930 Отримано статус підприємства державного значення - Наприкінці 20-х років на заводі «Укркабель» було освоєно випуск гнучких шлангових кабелів, які застосовуються на вугільних шахтах, насамперед шахтах Донбасу. У період розквіту соціалістичних змагань завод розвивався, а оскільки вільної площі на території вже не було, на місці старого корпусу почали будувати нову будівлю без зупинки виробництва, а просто зводячи стіни навколо старої будівлі. Ще 1930 року заводу було надано звання «ударне підприємство» та статус підприємства союзного значення.
1941 Укркабель евакуювали на Урал - Майже одразу після початку Другої світової війни 10 липня 1941 року за офіційним наказом Укркабель евакуювали на Урал. Працівники заводу віддавали всі свої сили виготовлення необхідних матеріалів підтримки ліній фронту. Тому незважаючи ні на що, завод продовжував виробляти чималу кількість продукції, за що отримував нагороди. У 1942 - 1943 роках Уральський кабельний завод помітно зміцнів, припали до місця нові цехи, відкрилася велика їдальня та заповнювалися мешканцями будинку. 
1942 Розміщення на місці заводу німецької компанії «Сіменс-Шуккертверке» - Залишаючи Київ, колектив Укркабель вивіз майже все обладнання, аби воно не дісталося окупантам. Але це не завадило німцям на місці заводу обґрунтувати фірму «Сіменс-Шуккертверке» та налагодити своє кабельне виробництво. Але постійний дефіцит матеріалів та саботажі працівників зривали випуск продукції. І вже 1943 року фірма «Сіменс-Шуккертверке» демонтувала свої машини та вивезла їх на Захід. Відразу після повернення працівників на завод на них чекав дуже плачевний стан, розбиті цехи, знищені комунікації тощо. І першим завданням на відродженому заводі було виготовлення 10 000 болтів для військової саперної частини. Поруч майже вручну жінки виготовляли перші кілометри кабелю. Зі старих деталей механізмів робили пристрої для ізоляції проводів.
1960 Відродження заводу - На початку 60-х завод пережив друге народження. Укркабель випускав майже всі марки кабельно-провідникової продукції різноманітного призначення, багато з яких вийшли на рівень світових стандартів. Була активна співпраця із 32 країнами світу.
1994 Здобуття міжнародної нагороди «Золота зірка» за якість - Після розпаду СРСР завод Укркабель було перетворено на ВАТ «Завод Укркабель». Майже половину своєї продукції завод експортував до Австрії, Італії, Німеччини, Польщі, Словаччини, Угорщини тощо. А 1994 року підприємство отримало міжнародну нагороду «Золота зірка» за якість.
2000 Втрата частки на внутрішньому ринку та зниження обсягів - У 2000 р. підприємство стало катастрофічно знижувати обсяги виробництва і втрачати свою частку на внутрішньому ринку, що становить тоді 8%. Соломоновим рішенням став пошук раціональніших шляхів використання 11 га землі в одному з престижних районів столиці. У 2007 р. його акціонери ухвалили рішення про перепрофілювання підприємства та створення на його базі торгово-офісного та готельного комплексів.
2012 Заснований Торговий Дім Укркабель - У 2012 році було засновано Торговий Дім Укркабель. Під керівництвом Довбенка В.В та Мельника О.В., за повної самовіддачі колективу, підприємство займає лідируючі позиції у продажах кабельно-провідникової продукції. Але все-таки, основна стратегічна мета - це відновлення колишньої слави і сили заводу «Укркабель». У ці роки зареєстровано торгову марку «Укркабель» та відновлено довіру споживачів до бренду.
2017 Третє народження заводу - Торговий Дім Укркабель реорганізується у Виробниче Підприємство Укркабель. При ефективному керівництві та за допомогою групи компаній «ГалКат» відбувається реновація основних фондів, збільшується колектив, сертифікується виробництво. Укркабель знову випускає кабель. На сьогоднішній день – це сучасний «гігант», готовий працювати для людей ще сотні років!

## Ілюстрації
https://www.facebook.com/groups/OldTatarka/posts/979709225896136 скани декількох сторінок книги Кальницького М. Будова Києва. 1921-1932 роки, ISBN 978-966-2321-46-3